# Senusret III
Senusret III (Sesostris III o Senwosret III) fou el cinquè faraó de la dinastia XII d'Egipte. Fou fill i successor de Senusret II. La seva mare era Khnumetneferhedjetweret o Khenemetneferhedet (Khanumet o Weret), esposa principal de Senusret II. El seu nom Sa Ra fou Senusret, el seu nom d'Horus fou Neterkhepere o Neterkheperurakau; el seu nom Netby fou Netermesut; el seu nom d'Horus d'or fou Biknebukheper; i el seu nom de regne o Nesut Bity Khakare o Khakaure ('Apareix com l'ànima de Ra'). Els grecs el van anomenar Sesostris, Lacares, Lamaris i Lampares.
El seu nom apareix també com a Djakaure, Khakhaura, Khakhaure, Khakaoure, Khakaouresanousrit, Neterkheperu, Netermosut, Sanouasrit, Sanousrit, Senuseret, Senusrit, Senwosret, Sesusri, Userten, Usertes, Usertsen, Usertsennes i Usortasen.
El seu regnat va durar més de 35 anys, probablement uns 37 anys (vers 1875 aC a 1840 aC). Amenemhet III va ser elevat al tron com a corregent per Senusret, amb qui va compartir el tron com a rei actiu durant vint anys. Han quedat moltes estàtues d'aquest faraó, cosa que el fa un dels més conegut de tots. Que se sàpiga, no va estar mai associat al seu pare abans d'esdevenir faraó. Senusret III està testimoniat també per blocs d'una porta trobada prop de Qantir i per la seva inscripció prop de l'illa de Sehel, en record de la reobertura del canal al costat d'Assuan.
La seva dona principal fou la reina Mereret (alguns pensen que n'era la filla). Com a altres dones, s'esmenten els noms de Kheenemetneferhedyet, Mertseger, Neferthenut, Sithathoriunet (Sit Hathor, que segurament era la seva germanastra, però d'altres pensen que n'era filla) i una de la qual no es coneix el nom. Va tenir alguns fills, entre ells el seu successor Amenemhet III, Khenem..., Menet i Senetsenebsiti.
Característica del rei era la seva gran alçada. Manethó diu que fou un gran guerrer i dona la seva alçària, que era d'uns 2 metres.
Amb Senusret III, els nubians, sembla que van moure grups armats a la zona entre la segona i la tercera cascades del Nil. El faraó va ordenar, llavors, una sèrie de devastadores campanyes a partir, probablement, del seu sisè any de regnat per assegurar la zona d'influència i garantir les vies de comerç i l'abastiment de materials. La primera campanya no devia obtenir prou d'èxit, perquè es va haver de repetir al cap de dos anys (any vuitè) i de quatre (any desè); després, els egipcis van tornar els anys setzè i dinovè del regnat. En general, aquestes campanyes foren victorioses. En una estela erigida a Semna, el faraó diu: "M'he emportat les seves dones i els seus homes, he cegat els seus pous i matat als seus ramats, he agafat les seves collites i les he cremades". L'estela també indica que cap nubià fou autoritzat a portar els seus ramats o les seves barques al nord de la frontera delimitada.

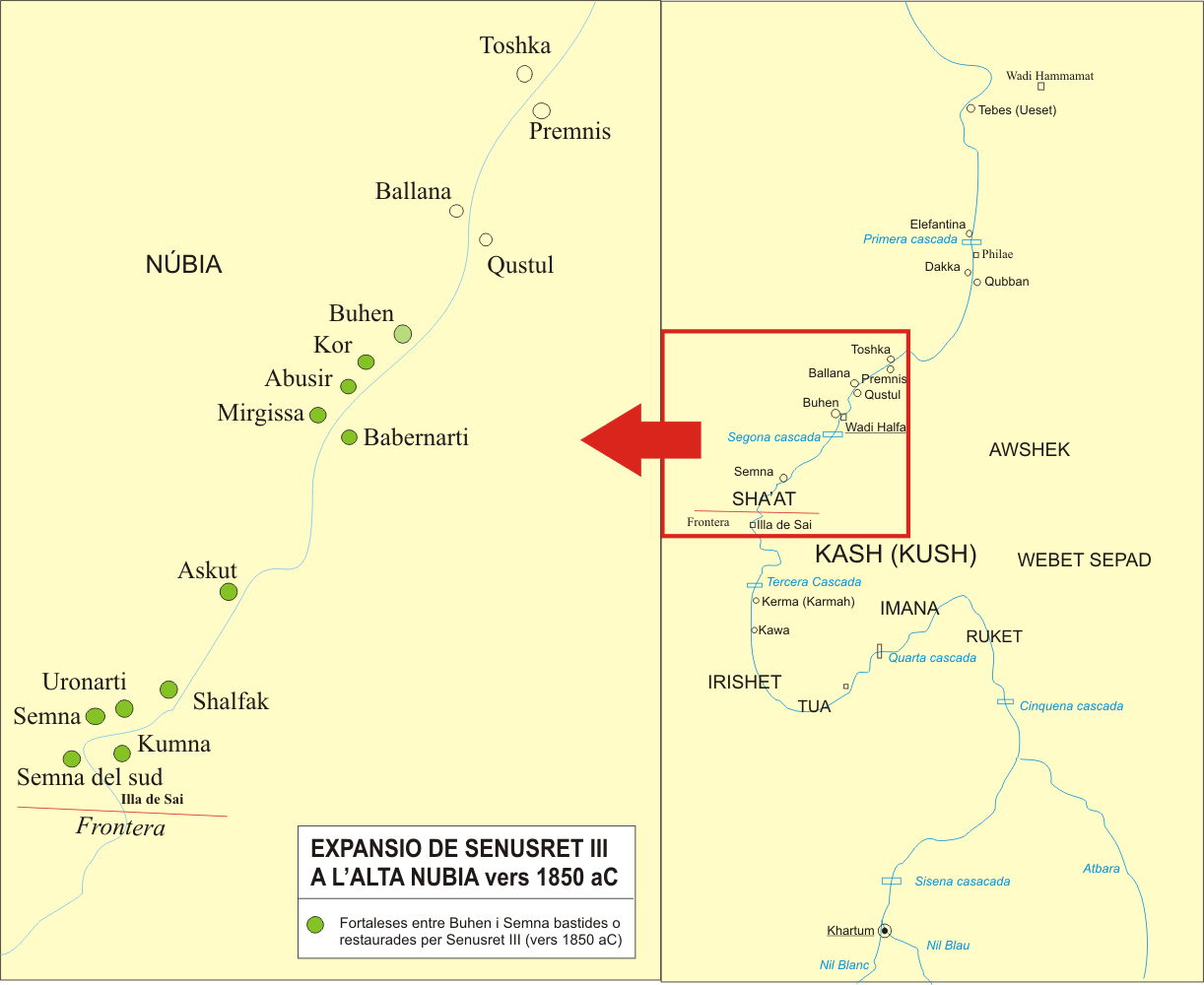
Les conquestes de Senusret III a Núbia i les fortaleses al sud de Buhen fins a Semna

Les accions militars egípcies s'iniciaven a la primera cascada prop d'Assuan, baixant per un canal construït en temps de Pepi I prop de l'illa de Sehel; aquest canal fou restaurat per Senusret el vuitè any de regnat. Senusret va establir nombroses fortaleses a Núbia, que es van afegir a les tretze que els egipcis ja tenien (i alguna més que s'hagués pogut establir): en els 64 km fins a la segona cascada, hi havia vuit fortaleses entre la de Semna i la de Buhen. No és clar quines foren construïdes per ell i quines simplement foren arranjades, però es va establir un fluid contacte entre aquestes i amb el governador de la regió, que havien d'informar del més petit moviment dels nubians. Algunes fortaleses, com la de Mirgissa, tenien una finalitat principalment comercial i d'altres com la d'Askut eren depòsits militars. El mateix rei es vantava a l'estela de Semna (amb un duplicat a Uronarti) d'haver portat el límit sud més enllà que cap altre rei d'Egipte:
| « | He portat la frontera més al sud que els pares, i he afegit terres a les que em foren llegades; sóc un rei que parla i actua, el que el meu cor planeja ho fa el meu braç; ataco ràpid per conquerir, i obtinc l'èxit, sense tenir pietat de l'enemic; sóc considerat amb els aliats, i misericordiós; desgraciat el que m'ataqui, perquè el qui ho faci serà atacat; pararé quan ells parin; qui contesta a un requeriment amb arrogància, és aturat en els seus atacs, perquè el seu cor es negre; l'atac és valor i la retirada covardia; i els covards, els he fet fora de les meves fronteres. Que els nubians escoltin la paraula de la meva boca; la contesta es la seva retirada, atacar-los i que girin cua, que es retiren abans d'atacar; són pobles que no poder ser respectats. Miserables de cor anhelant; jo he vist que això és veritat i he capturat les seves dones, m'he emportat els seus homes, he cegat els seus pous i he matat els ramats i he tallat les collites i cremat els camps; com el meu pare viu, jo parlo amb la veritat i res dolent surt de la meva boca. Ara per cada fill meu, els dic que s'ha de mantenir aquesta frontera que jo he fet; això és cosa del meu fill nascut de mi, del fill que és el campió del seu pare, que manté la frontera que aquest ha deixat; però el que es confiï i deixi el combat, aquest no es fill meu, no ha nascut de mi. | » |

Amb les campanyes de Senusret, la frontera sud es va estabilitzar a Semna i les tropes egípcies sovint entraven a la zona més enllà, ja que es va deixar constància d'una crescuda del Nil per unes inundacions a Dal, uns quants km al sud de Semna. La darrera campanya, l'any dinou del seu regnat, no fou tan victoriosa com les precedents. El Nil va pujar el nivell d'aigua súbitament i es va haver de retirar per evitar ser atrapat per la crescuda. Quasi tota l'activitat militar de Senusret fou en direcció a Núbia, però també va fer una campanya a Palestina. Això se sap per una estela d'un soldat anomenat Sobkkhu que havia participat en les campanyes de Núbia i que esmenta l'expedició contra Mentjiu, que fou més de saqueig que de conquesta; en aquesta campanya, dirigida personalment pel rei, fou conquerida la ciutat de Sekmem, que podria ser Sequem, a la regió del mont Efraim.
El resultat dels saquejos a Núbia i Palestina va anar a parar principalment als temples i a la seva renovació. A Abidos, una inscripció d'un oficial anomenat Ikhernofret deixa constància que el rei l'havia comissionat per restaurar les capelles i altars d'Osiris amb or, lapislàtzuli, malaquita i altres pedres precioses. També va adornar el temple de Mentuhotep II a Deir al-Bari amb unes quantes estàtues colossals d'ell mateix portant el nemés, el vestit propi dels faraons reservat per a ells en exclusivitat. També va proveir el clergat del sud, sobretot de Tebes i dedicat al culte d'Amon, i va construir un temple a Montu, el déu de la guerra tebà, a Nag al-Madamud (aquest temple fou després restaurat en l'Imperi nou i durant el període grecoromà). D'aquest regnat, s'han trobat els anomenats texts d'execració a Núbia i a Egipte, normalment gravats en figuretes màgiques o en pots. Les inscripcions eren normalment la llista d'enemics d'Egipte. Els objectes eren trencats de manera ritual i els trossos es posaven als fonaments dels edificis nous o a la vora de la zona que es volia protegir.
Internament, Senusret III tenia el país sota control efectiu. Administrativament, el va dividir en tres grans divisions (waret): Nord, Sud i Cap del Sud (amb capital a Abu o Elefantina incloent-hi la Baixa i Alta Núbia). Cada divisió era administrada per un djadjat o consell responsable davant un visir o governador general; això va disminuir prou el poder dels nomarques locals i qualsevol altre dignatari que volgués assolir un poder excessiu. Aquest esquema va tenir, a més, l'efecte de promoure un ascens de les classes mitjanes que s'havien incorporat a l'administració i van deixar d'estar sota el control de les nobleses locals.
Senusret III va construir la seva piràmide a Dashur. Fou la més gran de les piràmides construïdes pels faraons de la dinastia XII, però fou feta amb maons i es deteriorava més ràpidament. A les excavacions del 1894-1895, Jacques de Morgan va trobar les tombes de la probable reina Mereret i la princesa Sit-Hathor prop del nord de la muralla del recinte del complex de la piràmide i, a les tombes, s'hi van trobar joies molt elaborades oblidades pels saquejadors. No és clar que Senusret fos enterrat en aquesta piràmide, ja que tenia també una treballada tomba a Abidos, un complex que tenia un km entre el Nil i les muntanyes pedregoses del desert a l'oest, i estava format per tombes subterrànies que, per un temps, foren considerades les més grans d'Egipte (després foren sobrepassades per la tomba dels fills de Ramsès II a la vall dels Reis, la KV5), per un temple mortuori (a la vora dels camps de cultiu) i per una tomba a la part sud; el nom del complex era "Duradors són els llocs de Khakaure a Abidos". Les seves campanyes militars van donar lloc a una era de pau i prosperitat econòmica que va reduir el poder dels governants regionals i va provocar un renaixement de l'artesania, el comerç i el desenvolupament urbà. Senusret III va ser un dels pocs reis egipcis que van ser divinitzats i honrats amb un culte durant la seva pròpia vida.
El va succeir el seu fill Amenemhet III.

## Escultures del faraó

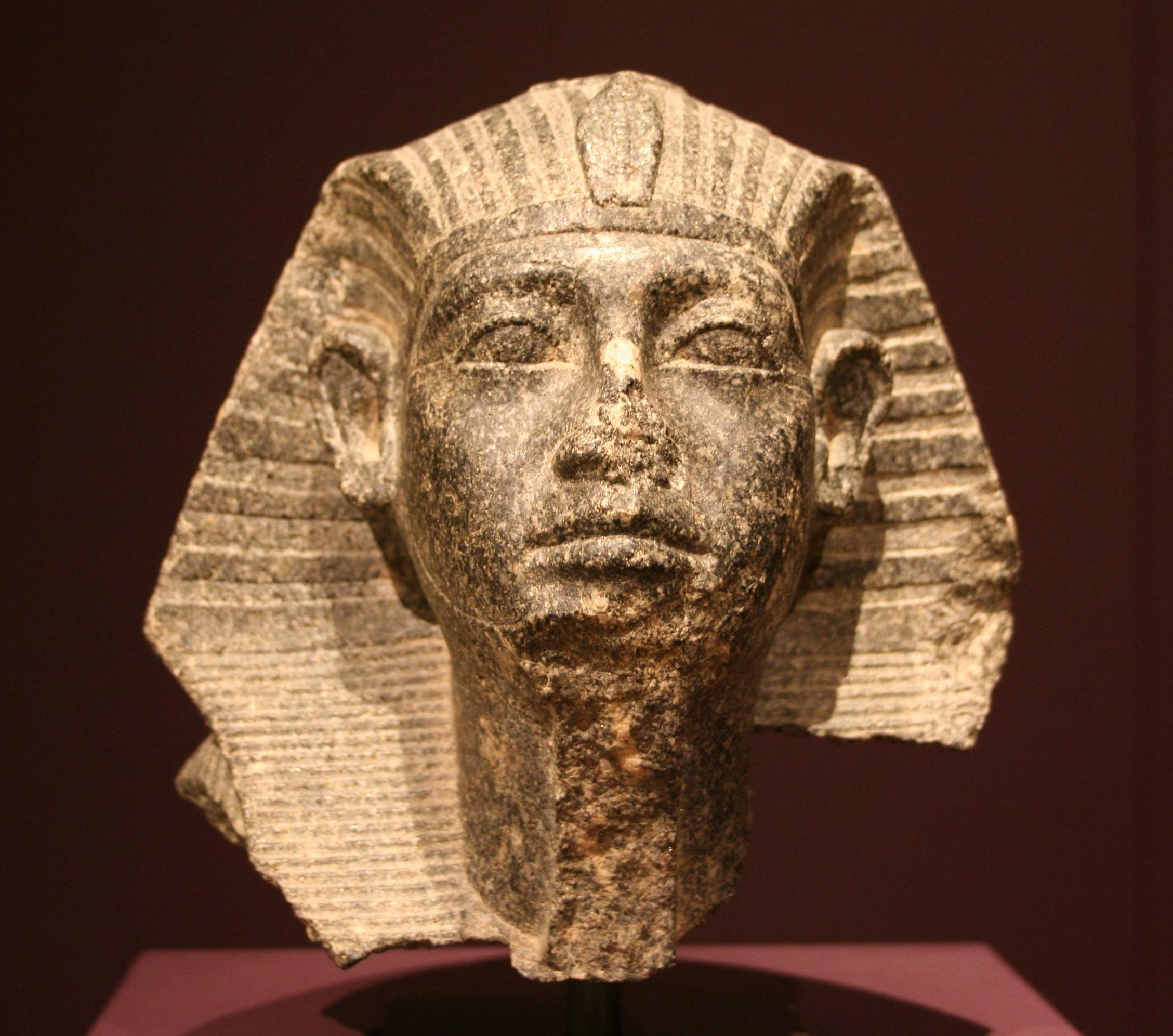
Munic, Staatliche Sammlung für Ägyptische Kunst
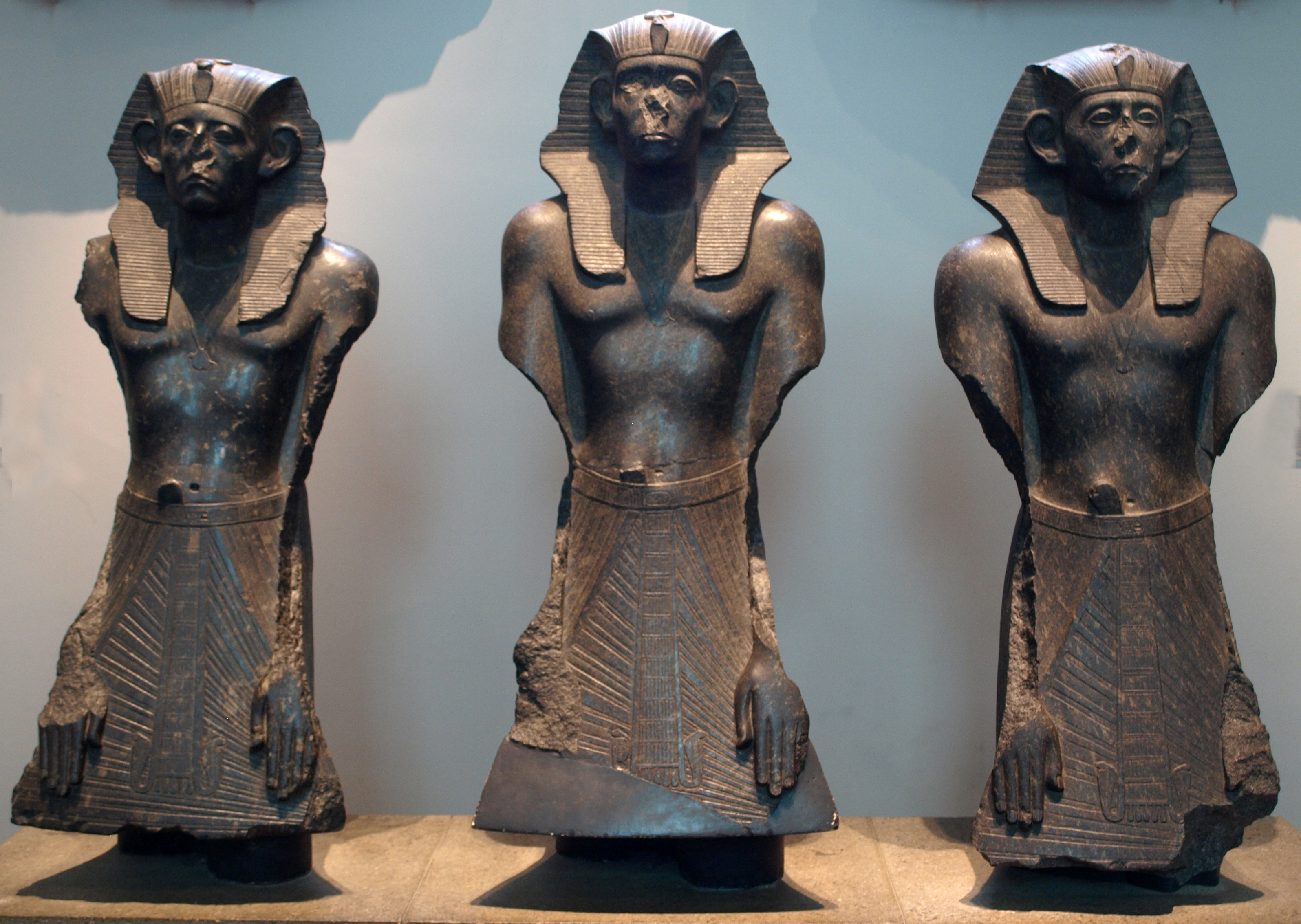
Museu Britànic
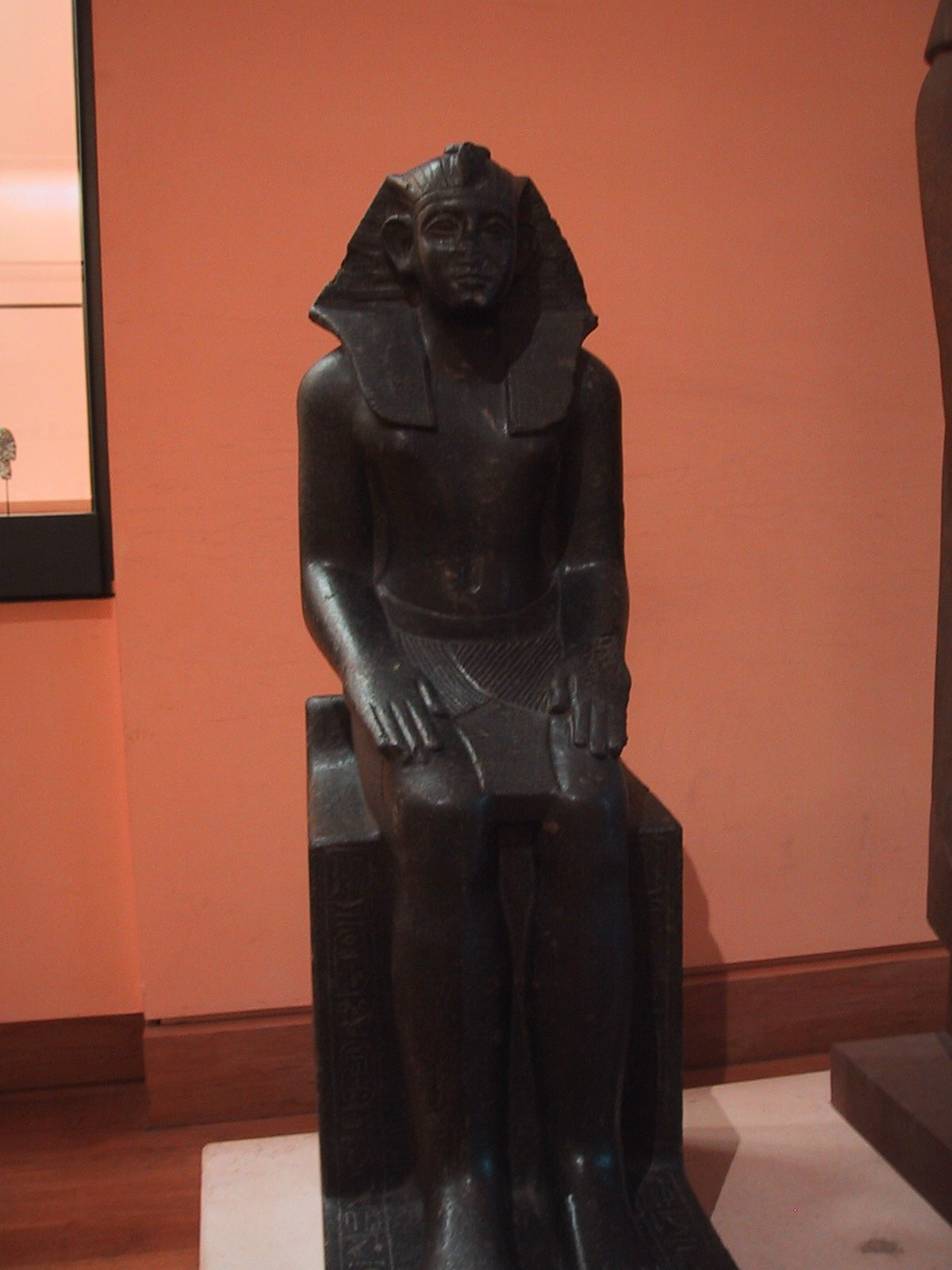
Louvre
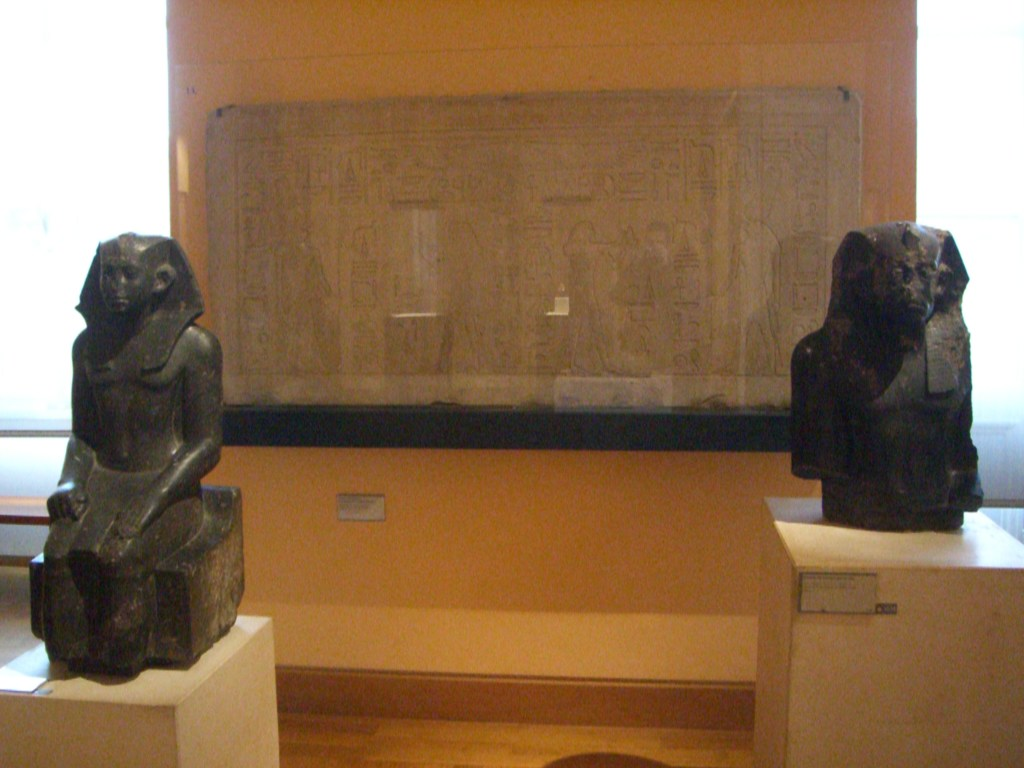
Louvre
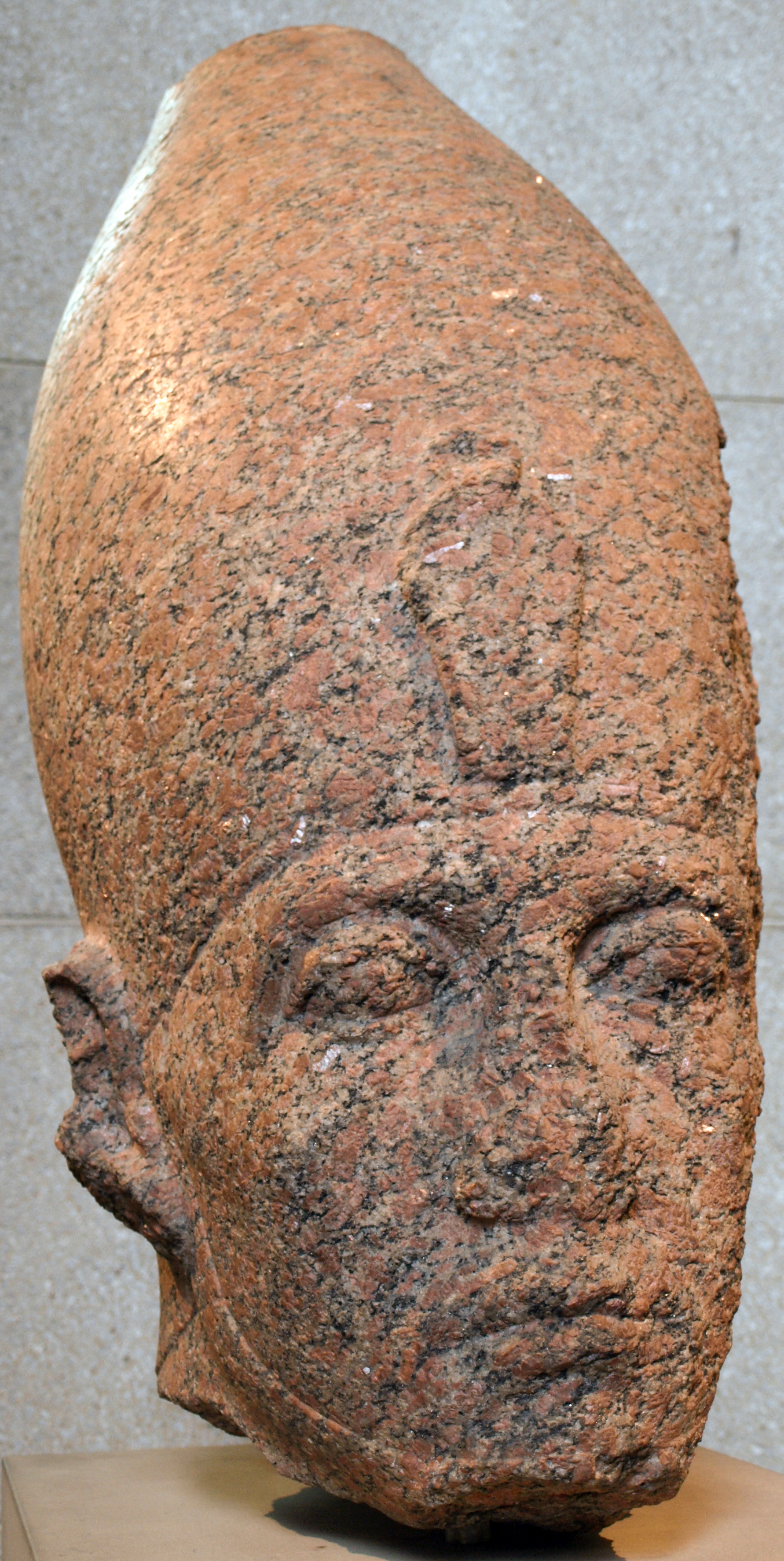
Museu Britànic
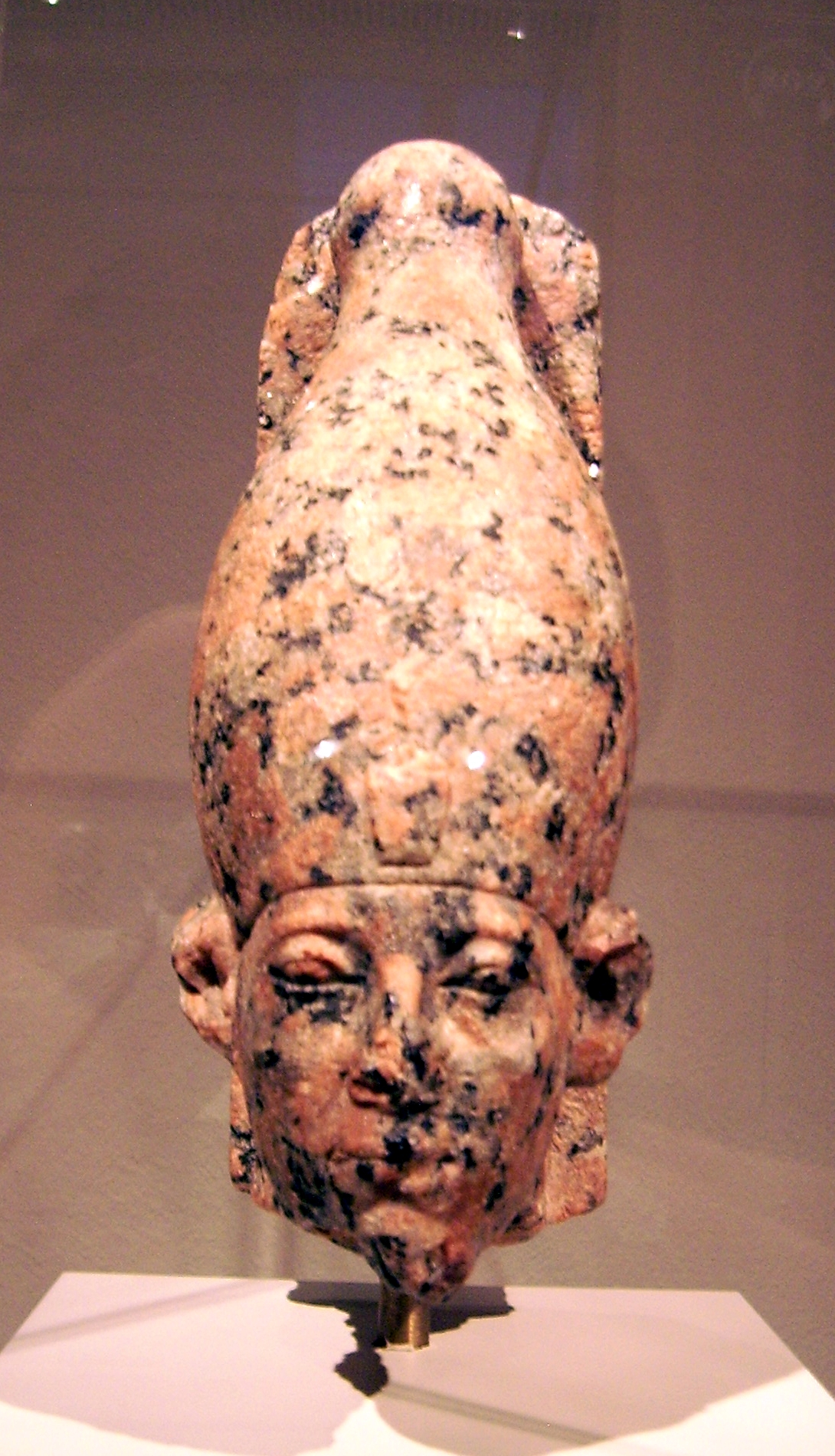
Museu Egipci de Berlín
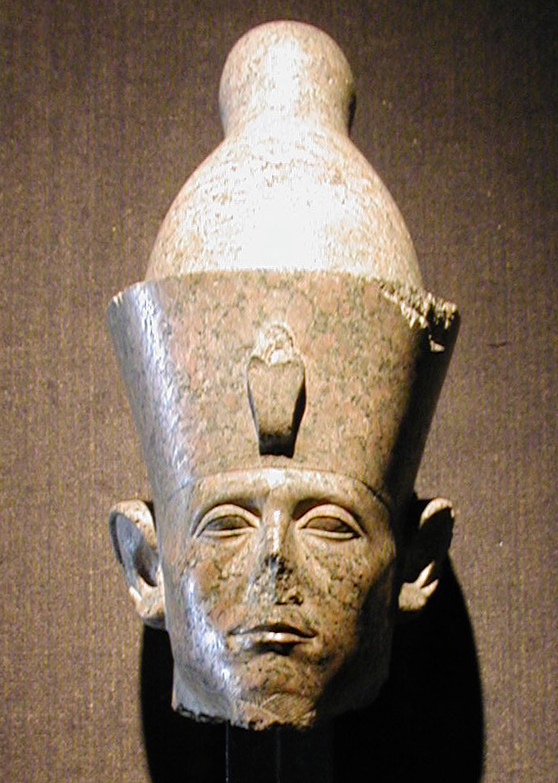
Museu de Luxor
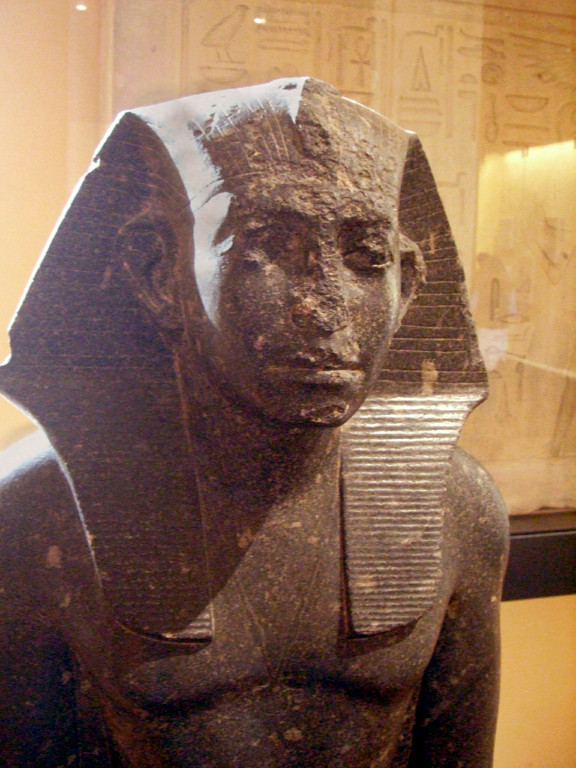
Louvre
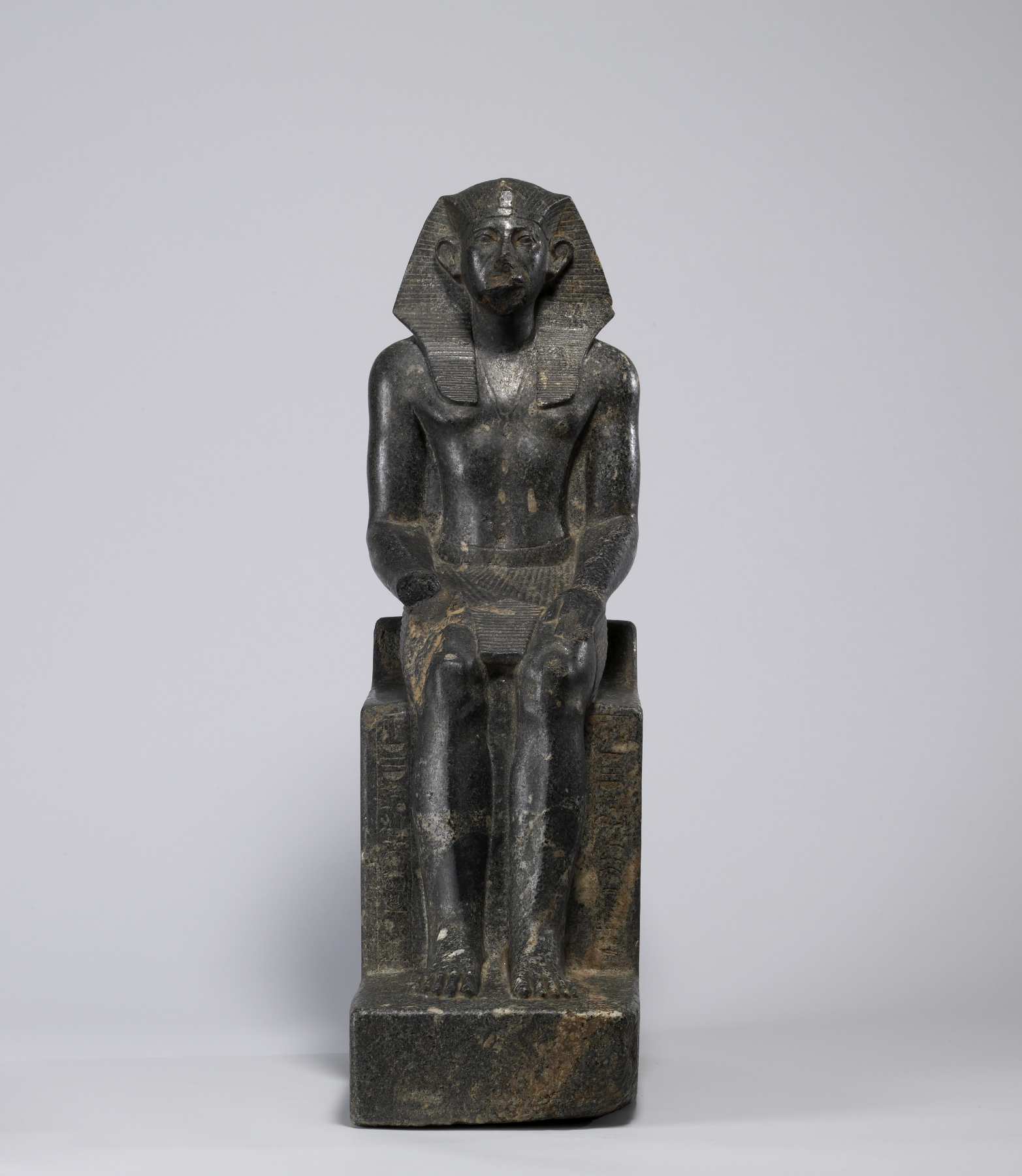
Walters Art Museum